# Román Viñoly Barreto
Román Viñoly Barreto (Montevideo, 8 de agosto de 1914 - Buenos Aires, 20 de agosto de 1970) fue un director de cine uruguayo radicado en Argentina. Aunque la mayoría de sus películas fueron bastante populares en el momento de su estreno, finalmente su obra fue perdiendo interés en los círculos cinematográficos y de la crítica a lo largo del siglo XX. Ya entrado el siglo XXI, varias de sus películas fueron redescubiertas por amantes del film noir (o cine negro), y actualmente se lo considera un artista de culto.

## Biografía
Nació en Montevideo y descendía de una familia de pescadores. Se doctoró en Filosofía, estudió música y ballet y fundó un grupo de teatro; también publicó un libro sobre la vida de San Francisco de Asís. A los 26 años se mudó a Buenos Aires y comenzó su carrera en el cine como asistente del director Alberto de Zavalía y en 1947 dirigió su primera película Estrellita.
Entre 1947 y 1966 Barreto dirigió unos 30 filmes y escribió los guiones de varios de ellos. Entre sus filmes se recuerda El abuelo (película de 1954) donde actuaron estrellas como Enrique Muiño y Mecha Ortiz.
En 1965 obtuvo el 1º Premio a la mejor película argentina en La pérgola de las flores donde actuaron la artista española Marujita Díaz y el chileno Antonio Prieto.
Trabajó como director de teatro tanto en Uruguay como en Argentina. Fue también director de televisión durante los últimos años de su vida. Fue uno de los fundadores de la entidad Directores Argentinos Cinematográficos en 1958.
Barreto falleció el 20 de agosto del 1970 en Buenos Aires. Fue el padre del arquitecto Rafael Viñoly.

## Filmografía
Director
- Villa Delicia: playa de estacionamiento, música ambiental (1966)
- La pérgola de las flores (1965)
- Orden de matar (1965)
- Barcos de papel (1963)
- La familia Falcón (1963)
- Buenas noches, mi amor (1961)
- La potranca (1960)
- Todo el año es Navidad (1960)
- El dinero de Dios (1959)
- Reportaje en el infierno (1959)
- Los dioses ajenos (1958)
- Un centavo de mujer (1958)
- Fantoche (1957)
- El hombre virgen (1956)
- Horizontes de piedra (1956)
- Chico Viola Não Morreu (1955)
- El abuelo (1954)
- El vampiro negro (1953)
- La niña del gato (1953)
- La bestia debe morir (1952)
- Ésta es mi vida (1952)
- La calle junto a la luna (1951)
- Una viuda casi alegre (1950)
- Fangio, el demonio de las pistas (1950)
- Corrientes... calle de ensueños! (1949)
- Con el sudor de tu frente (1949)
- Estrellita (1947)

Guionista
- La potranca (1960)
- Reportaje en el infierno (1959)
- El hombre virgen (1956)
- Horizontes de piedra (1956)
- El vampiro negro (1953)
- La niña del gato (1953)
- La bestia debe morir (1952)
- Fangio, el demonio de las pistas (1950)
- La doctora quiere tangos (1949)

Asistente de dirección
- El hombre que amé (1947)
- El gran amor de Bécquer (1946)

Director de televisión
- Los suicidios constantes (1961) Serie
- El tinglado de la risa (1970) Serie